# 野島 (山口県)
野島（のしま）は、山口県防府市の周南諸島に属し、瀬戸内海にある島。面積0.73km2、人口66人 48世帯 令和六年末日現在 (防府市調査)。

## 概要
三田尻中関港から南東へおよそ15km先にあり、島のほとんどが瀬戸内海国立公園の区域に存在する。島に人が住み始めたのは、鎌倉時代末期に現在の防府市富海あたりに住む一族が入植、次に7つの一族が入植して、島の開発や現在の住民の祖となったとする説や、安土桃山時代ともいわれる。江戸時代には徳山藩領であり、寛延頃の記録によると家48軒、人口210人、漁船20隻となっている。北側に港、人家があり、北東部に津久美浜海水浴場がある。別名、茜島と呼ばれており、それはかつて島全体にツツジが生えていて、船で沖から島を見ると島が開花しているツツジで茜色に見えたことからきているとされるが、現在島内に植栽のツツジは生えているが、群生は見られない。

### 教育
住民は島内の防府市立野島小中学校に通っており、茜島シーサイドスクールと呼ばれる本土から登校する者の受け入れを行っている。

### 産業
住民は主に漁業で生計を立てており戦前は対馬近海、東シナ海で、現在は周防灘を拠点として小型底引網、一本釣り漁をしている。